# Abrota
Na Mitologia Grega, Abrota (Habrotê), filha de Onchestus, era esposa de Niso e irmã de Megareu. 
Abrota, da Beócia, era excepcionalmente inteligente e muito discreta. Quando morreu, os habitantes de Mégara lamentaram muito a sua morte, e Niso, desejando que sua memória e reputação durassem para sempre, ordenou que todas as mulheres de Mégara usassem vestimentas semelhantes às que Abrota usava; por causa disso, estas roupas eram chamadas de aphabroma.
Até um deus ajudou a manter a reputação de Abrota, porque quando as mulheres de Mégara tentaram mudar suas vestes, ele as impediu com um oráculo.